# Memphis acaudata
Espèce
Memphis acaudata est une espèce d'insectes lépidoptères de la famille des Nymphalidae et de la sous-famille des Charaxinae et du genre Memphis.

## Dénomination
Memphis acaudata a été décrit par Julius Röber en 1916 sous le nom initial de Anaea acaudata.

## Description
Memphis acaudata est un papillon aux ailes antérieures à bord costal bossu, bord externe concave et bord interne légèrement concave.
Le dessus est bleu marine presque noir marqué de bleu outremer métallisé dans la partie basale et près de l'apex des ailes antérieures.
Le revers est marron à reflets métallisés et simule une feuille morte.

## Écologie et distribution
Memphis acaudata est présent en Bolivie,.

### Protection
Pas de statut de protection particulier.